# Desiertos de Australia

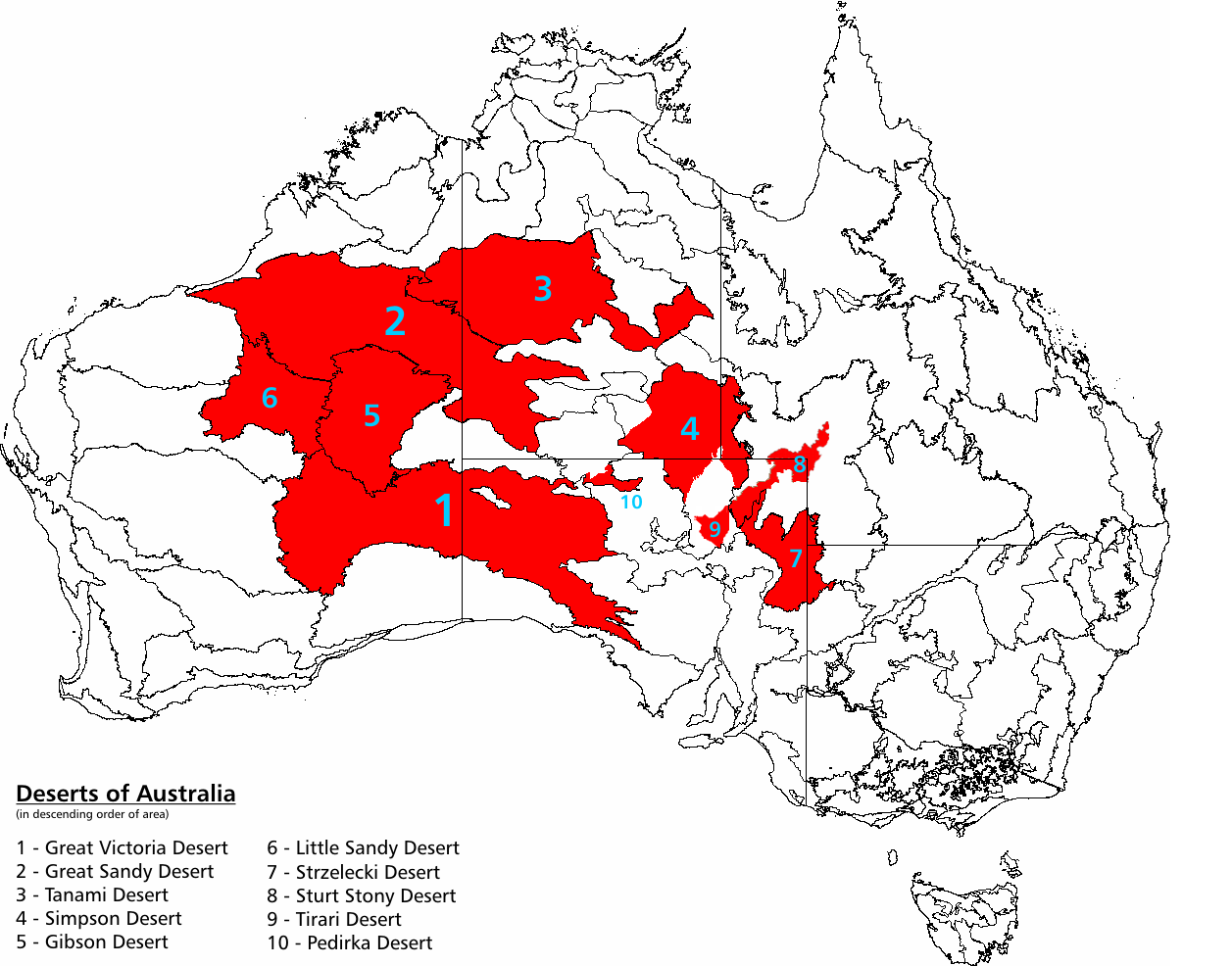
Desiertos de Australia (en rojo), superpuestos con límites internos y Regionalización biogeográfica provisional para Australia

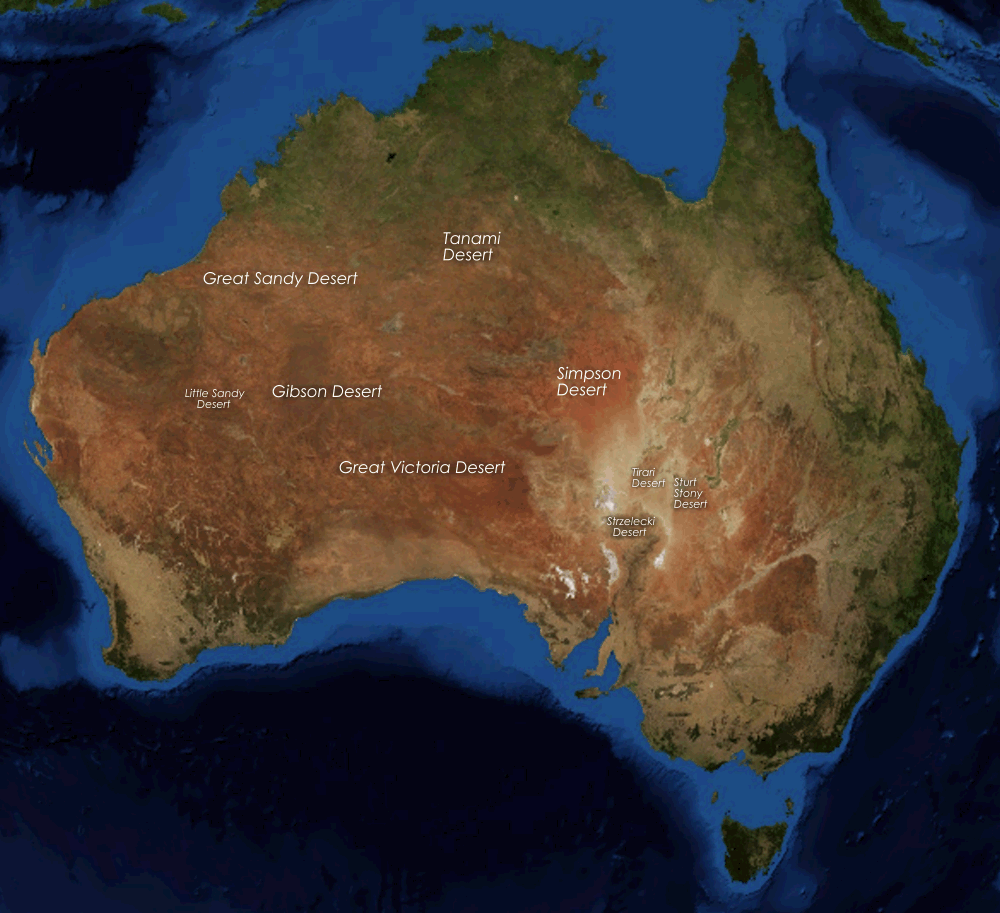
Localización de los desiertos en Australia.

Los zonas áridas y semiáridas de Australia cubren una gran porción del suelo australiano, por lo que la mayor parte de Australia es desértica o semiárida. Los desiertos en Australia suman 2,3 millones de km², y ocupan un 29,7 % del territorio continental: la mayoría de ellos se encuentran en la región central y noroeste del país.

## Desiertos de Australia por superficie
| Desierto                    | Estado/Territorio    | Superficie (km²) | % del país |
| --------------------------- | -------------------- | ---------------- | ---------- |
| Gran Desierto de Victoria   | Australia Occidental | 424.400          | 5,48%      |
| Gran Desierto Arenoso       | Australia Occidental | 284.993          | 3,68%      |
| Desierto de Tanami          | Australia Occidental | 184.500          | 2,38%      |
| Desierto de Simpson         | Australia Occidental | 176.500          | 2,28%      |
| Desierto de Gibson          | Australia Occidental | 156.000          | 2,01%      |
| Pequeño Desierto Arenoso    | Australia Occidental | 111.500          | 1,44%      |
| Desierto de Strzelecki      | Australia Occidental | 80.250           | 1,03%      |
| Desierto Pedregoso de Sturt | Australia Occidental | 29.750           | 0,38%      |
| Desierto de Tirari          | Australia Meridional | 15.250           | 0,19%      |
| Desierto de Pedirka         | Australia Meridional | 1.250            | 0,01%      |

## Superficie ocupada según otras fuentes
Puesto que el área de un desierto es difícil de medir con exactitud, a continuación se muestra una tabla con datos de diversas fuentes sobre las superficies de los principales desiertos de Australia.

| Desierto                  | Menor tamaño estimado (km²) | Mayor tamaño estimado (km²) |
| ------------------------- | --------------------------- | --------------------------- |
| Gran Desierto Arenoso     | 338.500                     | 415.000                     |
| Gran Desierto de Victoria | 338.500                     | 650.000                     |
| Desierto de Gibson        | 155.000                     | 310.800                     |
| Desierto de Simpson       | 100.000                     | 584.500                     |

=